# Гі Алдонс I де Дюрфор
Гі Алдонс I де Дюрфор (фр. Guy Aldonce I de Durfort; 1 червня 1605 — 8 січня 1665) — військовий та державний діяч Французького королівства.

## Життєпис
Походив з гієньського шляхетського роду Дюрфор, гілки Дюрас. Четвертий син Жака де Дюрфора, 1-го маркіза Дюра, та Маргарити де Монгомері (прапраонуки Габріеля I де Монгомері, вбивці короля Генріха II). Народився 1605 року. Здобув класичну освіту, виховувався в кальвіністському дусі, був гугенотом. Обрав військову кар'єру. 1619 року пошлюбив представницю кальвіністського роду Тюренн.
Успадкував від батька у 1626 року посаду капітана півроти королівських солдат. Згодом декілька років в званні полковника очолював королівську орднонансну роту. 1636 року разом з Бернаром де Ногаре де Ла Валеттом, герцогом д'Епернон, вітав від імені короля Людовика XIII у Парижі Одоардо I Фарнезе, герцога Парми.
За цим повернувся до Гієні, де проявив себе у придушення селянського повстання кроканів, відвоювавши міста Ла-Совта-дю-Дро і Бержерак. Дюрфора відправили до Парижу повідомити королю цю новину. На дяку 1637 року отримав звання табірного маршала (на кшталт генерал-майора). За цим повернувся до Гієні, де перебував до самої смерті у 1665 році.

## Родина
Дружина — Єлизавета-Шарлотта, донька Анрі де ла Тура д'Овернь, герцог Бульон
Діти:
- Жак Анрі (1625—1704), 1-й герцог Дюрас, маршал Франції
- Фредерік Моріс (1626—1649), граф Розан
- Арман (1630—1631)
- Гі Альдонс (1630—1702), герцог Кентен де Лорж, маршал Франції
- Єлізавета (1632—1715), дружина Фредеріка-Шарля де Ларошфуко, графа Руа
- Генрієта (1633 — після 1667), дружина Людовика де Бурбон-Лаведана, маркіза де Малаза
- Луї (1641—1709), 2-й граф Февершем, лорд Англії
- Шарль Анрі (д/н—1661), граф Монтгомері
- Генріх, барон де Пужоль;
- Жоффруа (д/н—1669), граф Розан, полковник піхоти
- Луїза Марі Мадлен, померла молодою;
- Марія (1648—1689)